# سيرجي غاليتسكي
سيرجي نيكولايفيتش غاليتسكي (بالروسية: Серге́й Николаевич Галицкий) وإسمه الحقيقي سيرجي أرتيونيان هو رجل أعمال وملياردير روسي ولد في يوم 14 أغسطس 1967 في مدينة سوتشي في روسيا، غاليتسكي هو صاحب شركة ماغنيت والتي تعتبر أكبر شركة لمتاجر الغذاء في روسيا، وبنفس الوقت هو رئيس نادي كراسنودار الروسي، تبلغ ثروته حوالي 6.6 مليار دولار أمريكي وهو من أصل أرمني.